# Mac OS 9
Mac OS 9 a fost lansat pe 23 octombrie 1999. Apple a întrerupt dezvoltarea de Mac OS 9 în 2002. Mac OS 9 oferă capacitatea de joc în comunitatea de gaming Apple. OpenGL face titluri de jocuri Mac mai "reală" prin grafica 3D accelerată.

## Caracteristici
Apple a inclus "50 Funcții noi" și comercializarea software-ului Sherlock 2, care a introdus o facilitate "canale", în căutarea de resurse diferite on-line și a introdus un aspect metalic la QuickTime. Mac OS 9 a integrat suita Apple a serviciilor de internet cunoscute sub numele de iTools și a îmbunătățit TCP/IP cu opțiune pentru Open Transport 2.5. Browserul de rețeaua actualizat funcționează la fel ca originalul cu suport pentru standardele deschise ca Service Location Protocol (SLP) permite accesezarea resurselor de rețea, altele decât servere AppleTalk.
 Alte caracteristici noi în Mac OS 9 sunt:
- Permite mai multor utilizatori să aibă propriile lor preferințe
- Suportă copierea fișierelor de peste 2 GB în dimensiuni, de până la 8169 fișiere deschise
- Comandă de criptare adăugată la meniul File (criptează doar fișiere)
- Logare prin identificarea vocii[6]
- Keychain o caracteristică care permite utilizatorilor să salveze parolele și datele textuale criptate în keychain-uri protejate
- Suport Carbon
- Suport Unicode
- Font Manager rezolvă problema FOND găsit în Mac OS 8.6
- Mac OS v1.3 USB stabilește problema de somn găsit în v1.2
- Mac OS v1.3 USB oferă suport îmbunătățit pentru carduri PCI USB
- Suport preventiv pentru multiprocesare pe Mac-uri de putere, cu mai mult de un procesor
- Manager de notificare elimină "modal" alerte pentru aplicații de fundal
- Rutine Data & Ora utilizează rutine pe 64 biți, elimină problemă Y2020 pe Mac OS mai vechi și sprijină datele în AD 2108
- Irosire de memorie mare în panoul de control aspect fixată
- File Sharing (Partajare fișiere) suportă TCP/IP
- Sprijină actualizări automate a sistemului de operare de pe internet
- Sherlock 2 permite gruparea de site-uri de căutare
- Palm Desktop 2.5 (fostul Organizator Claris) inclus cu sistem de operare

## Cerințe de sistem
Cerințele sunt:
- PowerBook proiectat pentru PowerPC, iMac, iBook
- 32 MB RAM fizic, 40 MB RAM logică (VM setat la 64 MB implicit în cazul în care este puțin de 64 MB RAM fizică instalată)
- Mac-urile din prima generație (6100, 7100, 8100) și de calculator cu sistem 7.5.1 sau mai vechi pornit de pe CD-ul de instalare Mac OS 9